# عبد الله بن قيس
عبد الله بن قيس بن خالدة بن الحارث الخزرجي الأنصاري صحابي جليل من قبيلة الخزرج من الأنصار شهد مع النبي محمد ﷺ غزوة بدر وغزوة أحد قال ابن سعد البغدادي عن عبد الله بن مُحَمدٍ الأنصاري: «قُتِل عبد الله بن قيس يوم أحدٍ شهيداً» وقد أنكر الواقدي ذلك وقال: «عاش عبد الله هذا وشهد المشاهد كلها مع رسول الله صلى الله عليه وسلم وتوفي في خلافة عثمان بن عفان رضي الله عنه».